# Kecskés Együttes
A Kecskés Együttes egy 1981-ben alapított magyar régizenei együttes. A Kárpát-medence és Közép-Európa magyar (vonatkozású) középkori és reneszánsz muzsikájának közvetítője, koncerteken és hangfelvételeken. Alapítója és művészeti vezetője L. Kecskés András.

## Története
Aktívan koncertező zenekar, első lemezük 1984-ben jelent meg.
A zenekart L. Kecskés András lantművész alapította 1981-ben. Szellemiségében egyenes folytatása volt a szintén általa is alapított Collegium Musicumnak és a Bakfark Bálint Lant Triónak.
Tagjai zeneművészeti egyetemet, régizenei kurzusokat végzett muzsikusok, történelmi hangszereket szólaltatnak meg korhű, azaz autentikus előadásmódban.
Koncertjeiken hallható hangszerek többek között: zergekürt, görbekürt, csákány, zurna, lant, basszus lant, úd, koboz, vihuela, középkori hárfa, szimfónia, rebek, fidel, tökhegedű, viola da gamba stb.
Tagjai a ráckevei, majd később a szentendrei Régizenei Nyári Akadémia tanárai voltak 1984 és 2017 között. A kezdetektől fogva gyakori fellépői a legtöbb rangos régizenei fesztiválnak: Stary Sącz, Radovljica, Barcelona, Milánó, Velence, Ptuj, Blankenburg, Bécs, Linz, Csíkszereda, Esztergom, Szombathely.
A zenekar több évtizede fáradhatatlanul tevékenykedik a magyar és magyar vonatkozású, valamint más közép-európai nemzetek középkori, reneszánsz és korabarokk zenei örökségének megismertetéséért, kutatásáért és a hiteles előadásmód terjesztéséért, több ezer koncertet tudva hátuk mögött. Munkásságuk gyümölcse több tucat lemezen is elérhető.

### Főbb fellépései
1988-ban nagy sikerű koncertsorozatot adtak Spanyolországban a magyar és közép-európai régizenét népszerűsítve. 
1990-ben részt vettek az Adelaide-i Fesztiválon Ausztráliában.
1997-ben a bécsi Konzerthausban az együttes emlékezetes fellépését emléktábla őrzi a helyszínen. 
1998-ban több hónapos turnén vettek rész Kínában. 
1999-ben a krakkói Jagello Egyetem udvari színpadán szerepeltek, a Lengyel Konzulátus meghívására.
2001–2002 folyamán száznál több régizenei koncertet adtak, ezek közül kiemelkedik a Zeneakadémia nagytermében bemutatott Kájoni-est, amellyel az együttes Domokos Pál Péter zenetudósra emlékezett.
2003-ban a Rákóczi-év kapcsán a kuruc kor zeneköltészetét bemutató műsorral jelentkeztek, 2004 január 9-én pedig az együttes nyitotta meg a Balassi-emlékévet a Zeneakadémián.
2006-ban a bécsi Clemencic Consorttal Svájcban és Bécsben lépett fel. 
2007-ben Szent Erzsébet és a zene műsorával járta az országot. Ugyanebben az évben Guillaume de Machaut La Messe de Nostre Dame c. zenés miséjét adták elő Milánóban.
2009-ben Petőfi Sándor halálának 160. évfordulójának alkalmából számos koncertet adott. 
2010 nyarán A bécsi Clemencic Consorttal Lipcsében adott koncertet középkori zenékből.
2011-ben a The Lute Society (angliai lanttársaság) meghívására Angliában, Belgiumban, Hollandiában és Németországban turnéztak, bemutatva a közép-európai régizene legszebb dalkincseit.
2013-ban részt vett Jadwiga-szoboravatásán (Anjou Hedvig) a Budai Várban, majd Jaroslaw bencés kolostorában, a Lengyel-Magyar Barátság ünnepélyének díszvendége volt Nowy Saczban.
2016-ban a zenekar szervezte az esztergomi Balassi Bálint Régizenei, Irodalmi Napokat. Koncertet adtak Esztergom város Szent István-ünnepén.
2017-ben a nagyszalontai Arany János-szobor koszorúzása alkalmával mutatta be L. Kecskés András Arany, a gitáros muzsikus c. könyvét, melyet országos “könyv”-turné követett. A zenekar a Zrínyi-emlékév alkalmából is számos koncertet adott, a kuruc kor zeneköltészetét bemutatva.

## Tagok

### Állandó tagok
- Domján Gábor – arciliuto (basszuslant), ének
- Kecskés Péter – hárfa, szimfónia, def, ének
- L. Kecskés András (művészeti vezető) – ének, reneszánsz lant, koboz, vihuela
- Kobza Vajk – úd (mór lant), pszaltérium, kithara, koboz
- Lévai Nagy Péter – fúvósok: zurna, furulya, szarvkürt, görbekürt, tilinkó, fagott
- Molnár Péter – fúvósok: zurna, furulya, szarvkürt, görbekürt, tilinkó, klarinét
- Pálmai Árpád – ének, csörgők, triangulum
- Séra Anna – barokk hegedű, rebek, rebab, fidel

### Vendégzenészek
- Buda Ádám – ének, koboz, nyenyere, lant
- Lévai Gábor – rebek, nagybőgő, fanfár trombita
- Lévai Zsuzsanna – brácsa, viola d'amore
- Sárközi-Lindner Zsófia – ének
- dr. Szabó András – előadóművész
- Szászvárosi Sándor – viola da gamba
- Tímár Sára – ének
- Tóth Emese Gyöngyvér – ének, pszaltérium
- Urbanetz-Vig Margit – barokk hegedű, viola d'amore

### Korábbi tagok
- Arató László
- Csányi Tamás
- Csergő-Herczeg László
- Esmail Vasseghi
- Kálmán Péter
- Kecskésné Pastinszky Krisztina †
- Kertész István
- Kisvarga József †
- Kobzos Kiss Tamás †
- Kuncz László †
- Mártha Judit
- Nagyné Bartha Anna
- René Clemencic †
- dr. Szabó András
- Szabó István
- Tóth István

## Lemezalbumok
- Régi török zene Európában (16-18. század); Hungaroton, 1984; Kecskés Együttes, Bakfark Bálint Lant Trió, René Clemencic, Esmail Vasseghi[10]
- Gaucelm Faidit. Songs. Trubadúrzene a 12-13. századból; Hungaroton, 1986[11]
- A kuruc kor zenéje 1664–1736; Hungaroton, 1990; Kecskés Együttes, Reneszánsz Harsona Együttes[12]
- Szent László, a lovagkirály; Pro Musica Antiqua Hungarica Danubiana Egyesület, 1995
- Mária, magyarok anyja. Énekek és versek Máriáról, XIII-XVIII. század. Volly István emlékére; Pro Musica Antiqua Hungarica Danubiana Egyesület, 1995
- Ókori zene, ókori hangszereken; Pro Musica Antiqua Hungarica Danubiana Egyesület, 1995
- Evangyéliomi Szent Lant. „Az igaz hitért mongy éneket”; Pro Musica Antiqua Hungarica Danubiana Egyesület, 1996
- Egy könyv lanthoz való... „Verje lantos lantát!”. A XVI–XVII. sz. magyar lantzenéje; Pro Musica Antiqua Hungarica Danubiana Egyesület, 1996
- Koboz is peng I-II. Kobzosok és énekmondók a Kárpát-medencében; PannonTon Szekció–Pro Musica Antiqua Hungarica Danubiana Egyesület, 1997–1998
- Az 1848-49-es forradalom és szabadságharc dalai. Noszlopy Gáspár nemzetőr őrnagy emlékére; Pro Musica Antiqua Hungarica Danubiana Egyesület, 2003
- A szentendrei dalmátok zenei öröksége; Pro Musica Antiqua Hungarica Danubiana Egyesület, 2004
- Magyar István király, országunk istápja. Történelmi zene és szent István (XI-XVIII. sz.); Pro Musica Antiqua Hungarica Danubiana Egyesület, 2005
- Régi magyar Karácsony I-II.; Pro Musica Antiqua Hungarica Danubiana Egyesület, 2006–2012
- Mátyás király zenés emlékezete; Pro Musica Antiqua Hungarica Danubiana Egyesület, 2008
- Az Úr nevét síppal és dobbal, dicsérjétek lanttal, kobozzal... A magyar protestantizmus énekeiből (1550–1750); Pro Musica Antiqua Hungarica Danubiana Egyesület, 2009
- Petőfi él! Magyar dalok és táncok a romantika korszakából; Pro Musica Antiqua Hungarica Danubiana Egyesület, 2010
- Verbunkosok. A toborzók zenéje; Pro Musica Antiqua Hungarica Danubiana Egyesület, 2011
- Hallod-e, pendítsd az lantot! Válogatás a 2011-es európai koncertturné dalaiból; Pro Musica Antiqua Hungarica Danubiana Egyesület, 2011
- Muzsika a török hódoltság korából; Pro Musica Antiqua Hungarica Danubiana Egyesület, 2014

### Koncertfelvételek
- Tuna Nehri... – Oszmán pasa dicsérete, török vitézi ének, XVIl. század (Zenebutik, 1986)
- XI. Festival De Música Antiga (Barcelona, 1988)
- Évezredek istenes énekei (Földvári Zenei Esték, Szent Kereszt-templom, Balatonföldvár, 2011)
- Mátyás király és korának zenéje (Visegrád királyi palota, 2018. júl. 7.)